# Мухаммад, Лутало
Лутало Мухаммад (англ. Lutalo Muhammad, род. 3 июня 1991) — британский тхэквондист, двукратный призёр Олимпийских игр (2012 и 2016), призёр Европейских игр, чемпион Европы.

## Карьера
Избрание Лутало в качестве представителя страны — хозяйки Летних Олимпийских игр 2012 года стало предметом большой дискуссии. Предполагалось, что вместо него отборочная комиссия выберет Аарона Кука, чемпиона Европы в категории до 80 кг. В свою очередь, Лутало стал чемпионом континента в весовой категории до 87 кг, которой нет в программе Олимпийских игр.
На самих Олимпийских играх в Лондоне в категории до 80 кг он выиграл бои против таджикского спортсмена Фархода Негматова (7:1), а в четвертьфинале уступил испанцу Николасу Гарсии (3:7). В рамках утешительных боёв победил иранца Юсефа Карами (11:7) и армянина Армана Еремяна (9:3), что позволило британцу завоевать бронзовую медаль.
В 2015 году завоевал бронзовую медаль Европейских игр.

## Личная жизнь
Его отец — Уэйн Мухаммад — также занимается тхэквондо и является первым тренером своего сына.